# 傑佛遜·霍爾
傑佛遜·霍爾（Jefferson Hall，1977年12月6日—）是一位英國演員。佛遜·霍爾曾就讀於伦敦中央演講和戲劇學院。 他曾在《权力的游戏》中飾演胡伊·維爾（Hugh of the Vale）一角，在CBBC的《巫師對抗外星人》中飾演瓦爾格（Varg）一角，在《维京传奇》中飾演托爾斯坦（Torstein）一角，並在《月光光新慌慌》中飾演亞倫·科瑞（Aaron Korey）一角。